# 斜面移送システム

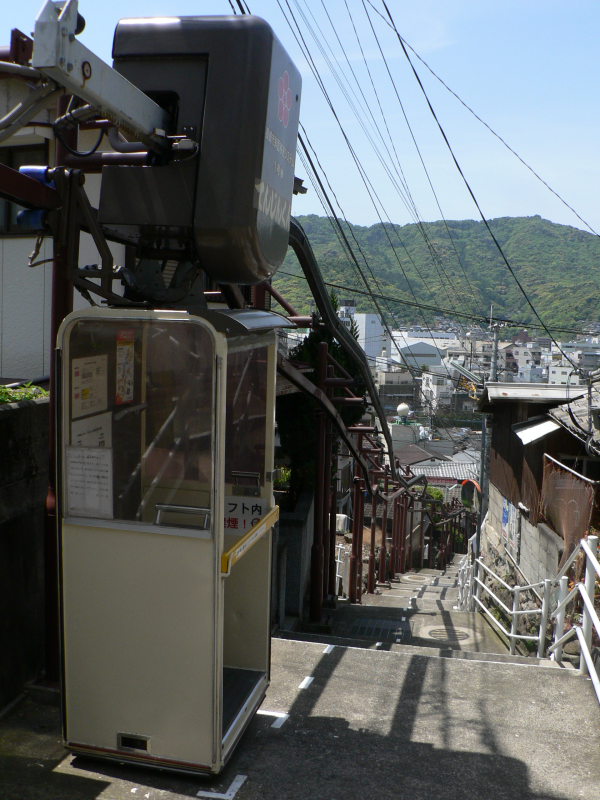
長崎市天神町に設置された「てんじんくん」
（長崎市斜面移送システム1号機）

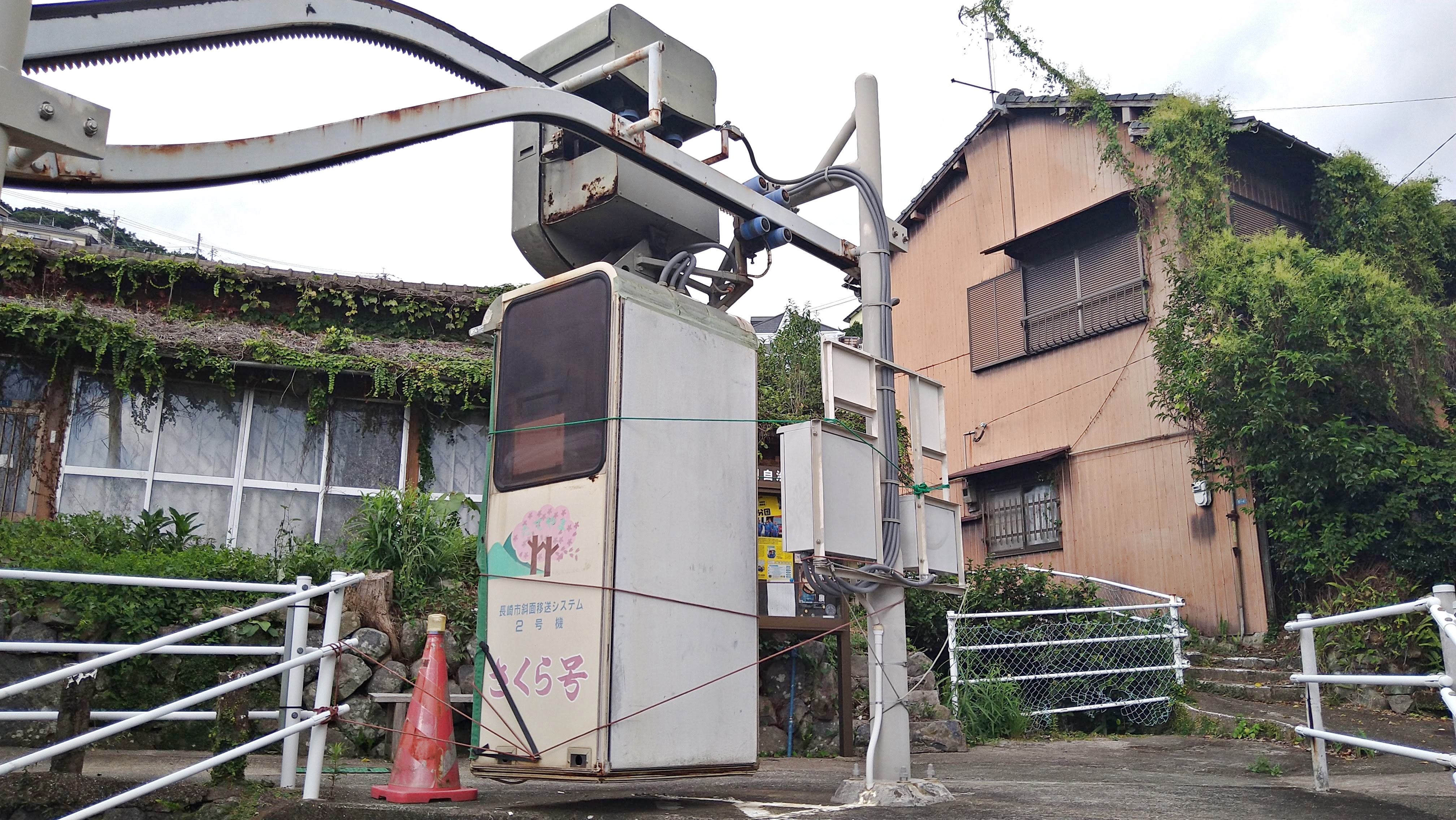
長崎市立山町に設置された「さくら号」（故障中・2023年秋時点）
（長崎市斜面移送システム2号機）

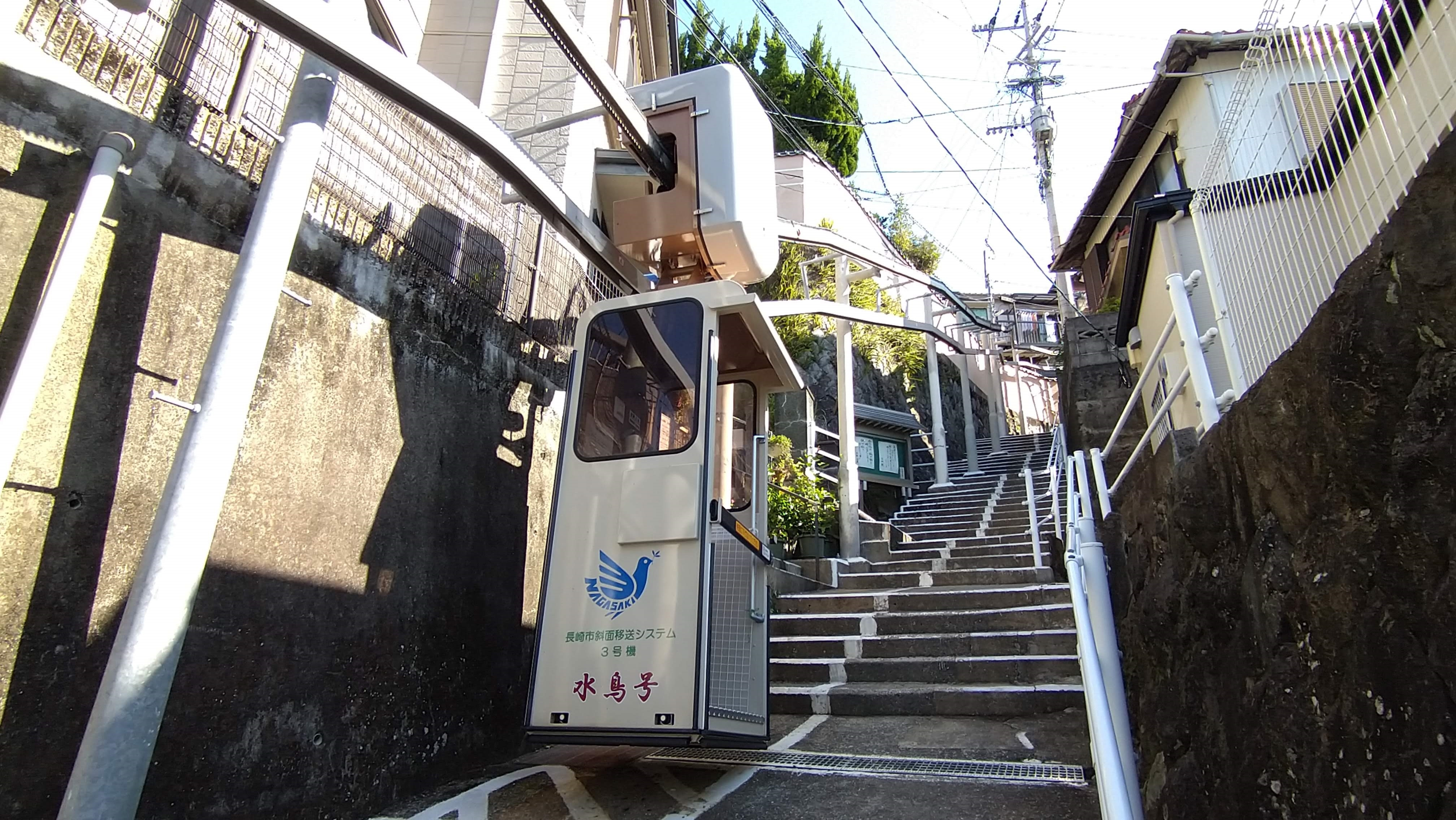
長崎市水の浦町に設置された「水鳥号」
（長崎市斜面移送システム3号機）

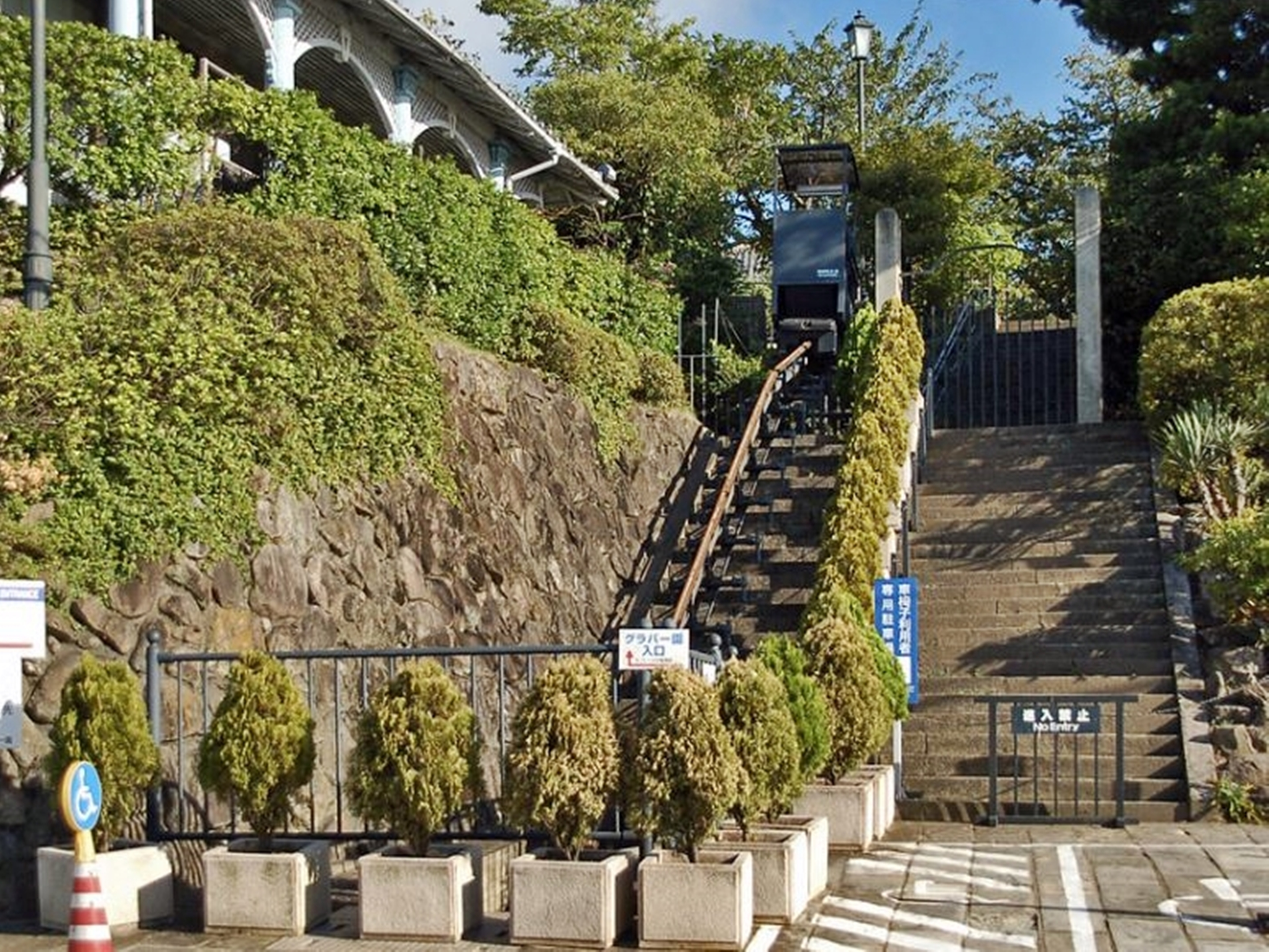
グラバー園斜面移送システム（撤去済）

斜面移送システム（しゃめんいそうシステム）とは、長崎県長崎市の市街地に設置された歩行者支援システムである。

## 概要
長崎市は市街地の約7割が斜面地となっており、家屋の密集による用地買収の困難や勾配上の問題により生活道路としての車道の整備が進まず、高齢者や障害者が移動するには不便な状況であった。そこで、1999年より長崎市と民間企業が共同で斜面道路を安全かつ快適に移動できる機器の研究・開発を進め、2001年にグラバー園に小型モノレールを設置した。グラバー園のほか、2002年から2004年にかけて長崎市内の市道3箇所に設置された。全日本建設技術協会から、2002年度の21世紀「人と建設技術」賞を受賞している。
高齢者、病気で通院中の者、乳幼児のいる家庭、そのほか階段の歩行が困難な者であれば無料で利用できるが、市への申請・登録が必要。走行速度は分速15m（時速0.9km、走行1mの所要時間は4秒）であり、呼び出し時間も含め、階段の昇り降りに支障のない健康な者であれば歩いたほうが速い。
|            | ラックスカー RC-2200      | 1号機 「てんじんくん」                            | 2号機 「さくら号」                                | 3号機 「水鳥号」                       |
| ---------- | ------------------------- | ------------------------------------------------- | ------------------------------------------------- | -------------------------------------- |
| 設置場所   | 長崎市南山手町 グラバー園 | 長崎市天神町 市道天神町1号線                      | 長崎市立山三丁目 市道勝山立山1号線                | 長崎市水の浦町 市道水の浦町大鳥町1号線 |
| 設置年月日 | 2001年12月                | 2002年3月24日                                     | 2003年7月12日                                     | 2004年6月27日                          |
| 廃止・休止 | ● （2021年廃止）          | -                                                 | △ （2022年12月27日休止）                          | -                                      |
| 方式       | 地上設置型（跨座式）      | 懸垂型                                            | 懸垂型                                            | 懸垂型                                 |
| レール長   | 26m                       | 80m                                               | 51.3m                                             | 60m                                    |
| 最大勾配   | 27度                      | 32度                                              | 32度                                              | 29度                                   |
| 走行速度   | 15m/分                    | 15m/分                                            | 15m/分                                            | 15m/分                                 |
| 定員       | 2名                       | 2名                                               | 2名                                               | 2名                                    |
| 施工       | ちぐさ技研工業            | アダチ産業 長田工業 嘉穂製作所・ 研究開発グループ | アダチ産業 長田工業 嘉穂製作所・ 研究開発グループ | アダチ産業                             |

## 斜面移動支援機器SARUKU（さるく）
長崎市十人町には、斜面移動支援機器として「電動手すり機」が2ヶ所設置されている。従来の手すりの横にレールを設置。手すりには感圧式のスイッチが取り付けられ、手すりを握れば動き出し、離せば止まる仕組みになっている。2Kg程度の手提げ荷物も手すりに掛けることができる。長崎大学と長崎市の信栄工業、作業療法士の視点から共同開発された。長崎市には斜行エレベーターやエスカレーター、前述の簡易型のゴンドラが設置されている場所もあるが、どちらも大規模な工事が必要で、設置にもメンテナンスにも費用がかかっている。また多くの坂や階段は狭く、人が行き交うのもやっとで、十人町ではこうした設備を設置するスペースの余裕がなく、開発時から試験導入に協力的だったことから、2015年に導入・設置された。「さるく」とは、“ぶらぶら歩き”を意味する長崎弁である。
- 斜面移動支援機器「SARUKU」1号機
- 斜面移動支援機器「SARUKU」2号機